# Donovan Džavoronok
Donovan Džavoronok (Brno, 23 luglio 1997) è un pallavolista ceco, schiacciatore della Sir Safety Perugia.

## Carriera

### Club
La carriera di Donovan Džavoronok comincia nelle giovanili del Brno, per poi esordire nella Extraliga ceca nella stagione 2014-15 con il ČZU Praha: al termine del campionato vince il premio di MVP. Per l'annata 2015-16 veste la maglia del Karlovarsko, sempre in Extraliga.
Nella stagione 2016-17 si trasferisce in Italia, nel Milano, club di Superlega, nel quale milita per sei annate, con il quale conquista la Coppa CEV 2021-22. Dopo una parentesi con la formazione dello Shahdab Yazd per il solo Asian Men's Club Volleyball Championship 2022, per il campionato 2022-23 si trasferisce alla Trentino, aggiudicandosi lo scudetto. Sempre in Superlega, nell'annata 2023-24 difende i colori del Verona, mentre in quella 2025-26 quelli della Sir Safety Perugia.

### Nazionale
Dal 2013 al 2015 è convocato nella nazionale Under-19 ceca, mentre tra il 2014 e il 2016 in quella Under-20.
Esordisce nella nazionale maggiore nel 2015: nel 2018 vince la medaglia d'argento all'European Golden League, dove viene premiato come miglior schiacciatore, e alla Volleyball Challenger Cup.

## Palmarès

### Club
- Campionato italiano: 1

2022-23
- Coppa CEV: 1

2021-22

### Nazionale (competizioni minori)
- European Golden League 2018
- Volleyball Challenger Cup 2018

### Premi individuali
- 2015 - Extraliga: MVP
- 2018 - European Golden League: Miglior schiacciatore